# 碧溪村
23°30′11″N 101°41′34″E / 23.50306°N 101.69278°E

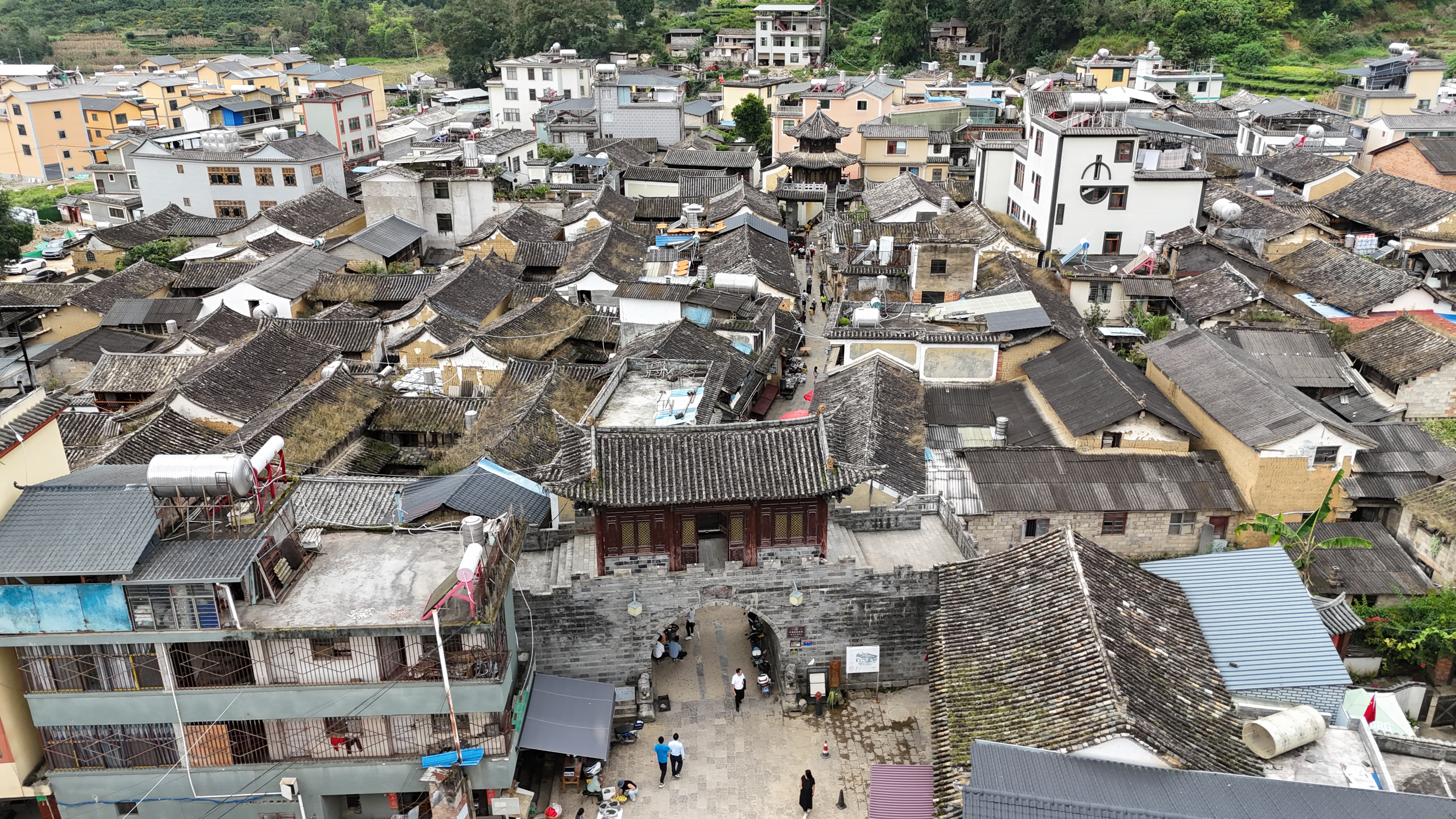
碧溪村

碧溪村，通称碧溪古镇，古称碧朔，位于中国云南省墨江哈尼族自治县县城联珠镇以北9公里，历史上曾是茶马古道上的一个重要驿站，明朝永乐四年（1406年）至嘉靖十二年（1533年），设恭顺州于此长达127年之久。古镇内的传统民居始建于明朝，占地面积10.37公顷。城内十字街为青砖覆地，东面有城门城楼，城中心有重檐攒尖顶抬梁式建筑八角楼，民居多为青色板瓦屋面硬山顶建筑。有云南省文物保护单位碧溪传统民居建筑群。